# عمي موسى
عمي موسى بلدية ودائرة تقع في الجهة الغربية للجزائر وتتبع إداريا لولاية غليزان وتبلغ مساحة البلدية 173.55 كم²، تضم 28962 نسمة حسب إحصائيات 2008 .
تلقب عمي موسى بعاصمة الونشريس وهي معقل قبيلة بني وراغ إذ تعد المدينة ذات تاريخ عريق ومجيد خاصة أنها شهدت العديد من الوقائع التارخية خاصة في الحقبة الزيانية حيث أدى الصراع بين الزيانيين وبنوتوجين أمراء الونشريس إلى إنشاء حصن فوق موقع روماني قديم وقام بذلك السلطان أبو حموموسى الأول مما مهد لظهور التجمع السكاني وتطوره لغاية يومنا خاصة في فترة الإحتلال الفرنسي الذي جعل منها نقطة عسكرية في غاية الأهمية
يقع مقر البلدية بالقسم الغربي منها في نقطة تلاقي الطريق الوطني رقم 90 والطريق الولائى رقم 14ويعبر البلدية نهر يدعى واد ارهيو يتجه من الجنوب إلى شمال الغربي وترتفع بعلو قدره 150 متر على سطح البجر يعبر مدينة عمي موسى الطريق الوطني رقم 90 الذي يربط بين واد رهيو وتيارت والطريق الولائي رقم 14 الذي يربط بين مدينتي زمورة والشلف.

## التسمية
تعود تسمية المدينة بعمي موسى نسبة للسلطان الزياني أبي حمو موسى الأول الذي عزم على محاربة بني توجين في بداية القرن 8 هجري وأسس حصنه الجديد فوق أطلال رومانية ومع مرور الوقت حرفت التسمية من أبو حمو موسى لعمي موسى.

## جغرافيا

### تضاريس
تتميز بلدية عمي موسى بسلسلة جبالها التي تنتمي إلى سلسلة جبال الونشريس والتي يمر بها نهران ذات اهمية كبرى إذ يعتبران الممونان الرئيسان لسد قرقار،أراضيها قاحلة ذات منتوج فلاحي ضعيف بسبب ضعف تربتها التي تتعرض إلى التآكل والانجراف الشديدين.
تبلغ المساحة لإجمالية للبلدية 173,55 كيلومتر مربع ِ، منها 158,75 كيلومتر مربع في منطقةِ ريفية ِ و14,80 كيلومترمربع في منطقة حضرية. اما المساحة الصالحة للزراعة فيها فتبلغ 4.940 هكتارا منها 80 هكتارا مسقية.
ويعتبر موقع عمي موسى موقعا غير ملائم للعمل الزراعي حيث معظم أراضيها واقعة في مناطق صخرية وفي مناطق تتعرض إلى الانجراف.
لكون بلدية عمي موسى واقعة بين سلسلة الجبال الونشريس فانها تتميز بكثرة المنعرجات v المنطقة الجبلية 35% v التلال المتوسطة الارتفاع 15% v الهضاب 18.33% v السهول 15% v المنطقة الحضرية 0,85%
لكن الجزء الكبير من البلدية تغطيه مساحات شاسعة من الغابات التي تبلغ مساحتها حوالي 11.114 هكتار.

### مناخ
في عمي موسى ، الصيف قصير وحار وجاف وغالبًا صاف والشتاء طويل وبارد وغائم جزئيًا. خلال العام ، تتراوح درجة الحرارة بشكل عام من 5 درجات مئوية إلى 39 درجة مئوية ونادراً ما تكون أقل من 2 درجة مئوية أو أعلى من 43 درجة مئوية.

### موقع
تبعد مدينة عمي موسى عن:
- مدينة غليزان مقر الولاية بمسافة 77 كلم.
- مدينة الشلف بمسافة 52 كلم.
- مدينة تيارت بمسافة 87 كلم.
- مدينة تيسمسيلت 84 كلم.

## تاريخ
تعتبر منطقة عسكرية منذ القديم نظرا للثكنات العديدة التي تتوفر عليها كما تمتاز بتسميتها المشتقة من اسم ابي حمو موسى الزياني الشهير بالمغرب الأوسط وبها اثار قديمة وبنايات تعود للحقبة العثمانية ومن اعلامها زهير الطاهر المطماطي الاديب الكبير.

### تاريخ وسيط
شكلت منطقة عمي موسى إبان الحقبة الزيانية تحديا كبيرا للسلطة الزيانية التي كانت تجابه العديد من الخصوم من مغراوة وأمراء الونشريس من بني توجين الذين تحالفو مع بني حفص تارة وتارة أخرى مع بني مرين مما إستدعى السلطان الزياني لتشييد مركز دائما لمراقبة القبائل المتمردة عن سلطانه

### الإحتلال الفرنسي

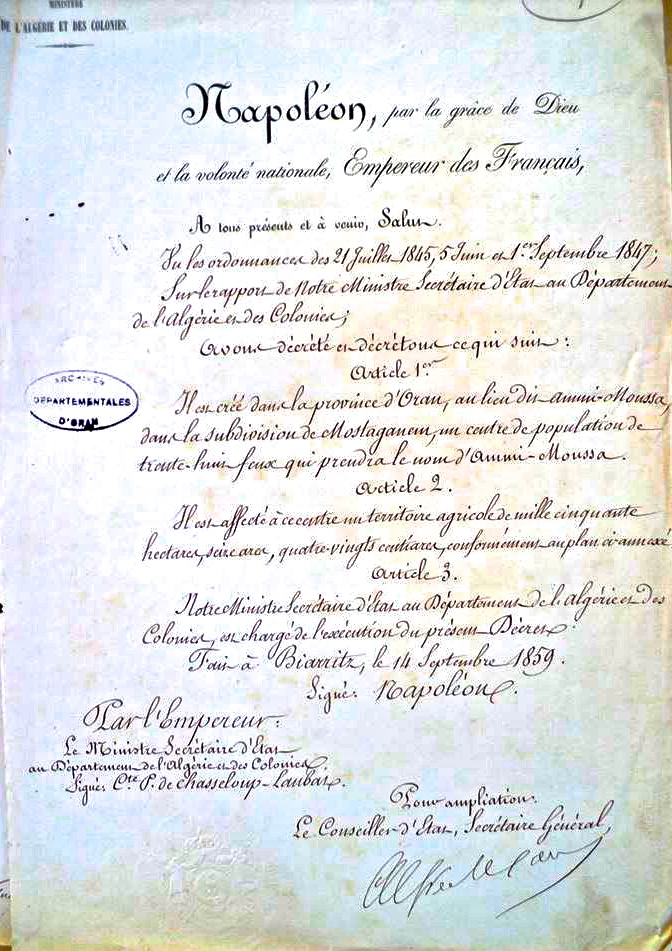
القرار الإمبراطوري لتأسيس المركز الإستيطاني عمي موسى

تأسس المركز الإستيطاني حسب الأرشيف الفرنسي فوق أراضي تابعة للبايلك لكن توجد العديد من الأراضي التابعة لفبيلة بني وراغ التي أقتطعت منها خاصة عرس أولاد علي  وما إن حل عام 1880 حتى أقتطع من جديد أراضي أولاد بويكيني وأولاد موجار وأولاد العباس لغرض توسيع المركز الإستيطاني ، شهدت عمي موسى العديد من المحطات التاريخية في حقبة الإحتلال الفرنسي أهمها:
- 1840:إنشاء الثكنة العسكرية
- 1859: إنشاء المركز الإستيطاني عمي موسى
- 1864: المشاركة في مقاومة سيدي لزرق بلحاج
- 1868: إنشاء المركز الإقليمي العسكري
- 1871:إرتقاء عمي موسى لبلدية كاملة الصلاحيات[9]
- 1880: إنشاء بلدية مختلطة للإقليم المدني
- 1956 :إلحاق عمي موسى بدائرة واد ارهيو Inkermann عمالة مستغانم

## السكان
| سنوات      | 1977 | 1987  | 1998  | 2008  | 2022  |
| ---------- | ---- | ----- | ----- | ----- | ----- |
| عدد السكان | 5896 | 11258 | 24761 | 28961 | 36667 |

## أحياء المدينة
حي شطيبو

## مواصلات
- الطريق الوطني رقم 90
- الطريق الولائي رقم 14

## منشآت قاعدية

### تعليم
مركز التكوين المهني والتمهين كرزازي عبد الرحمن 
1. 1985: ثانوية عمر بن الخطاب [12]
2. 1994 : ثانوية قسوس أحمد المتقنة سابقا
3. 2013 : ثانوية عابد بطيب [13]

### الصحة
تتوفر البلدية على العديد من المراكز الإستشفائية أبرزها :

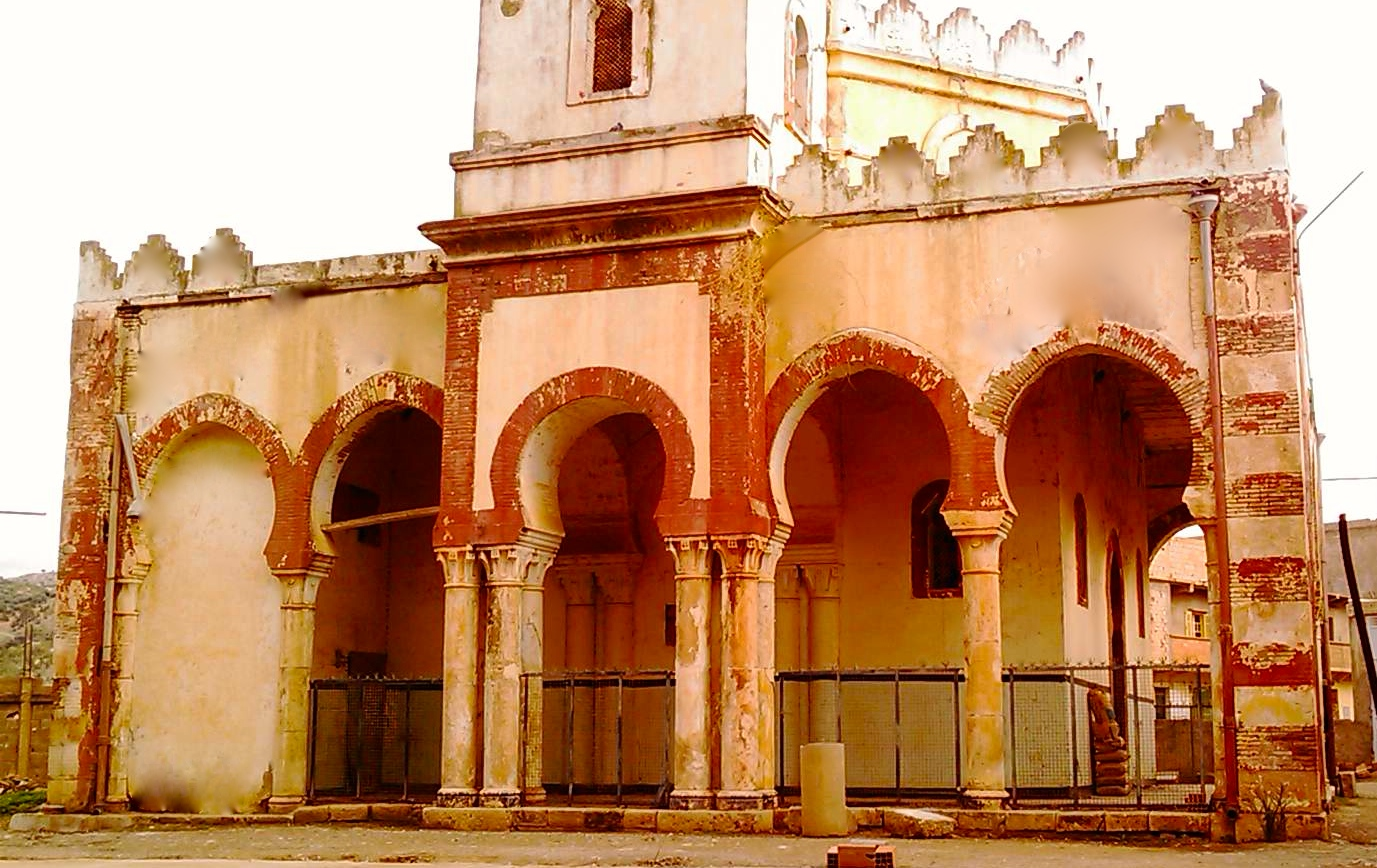
المسجد العتيق

1. مستشفى المدينة
2. مركز التاهيل الذهني
3. العيادة المتعددة الخدمات
4. المركز الصحي رقم 01
5. المركز الصحي رقم 02
6. مركز الكشف والمتابعة

### مساجد
- المسجد العتيق
- مسجد السعادة
- مسجد الشهداء
- مسجد البناء الجاهز
- مسجد أبو بكر الصديق[15]

## رياضة
- إتحاد الرياضي لعمي موسى
- نادي ذئاب الونشريس
- فريق الكيك بوكسينغ

## أعلام
- نورية قصدرلي